# Бегас, Оскар

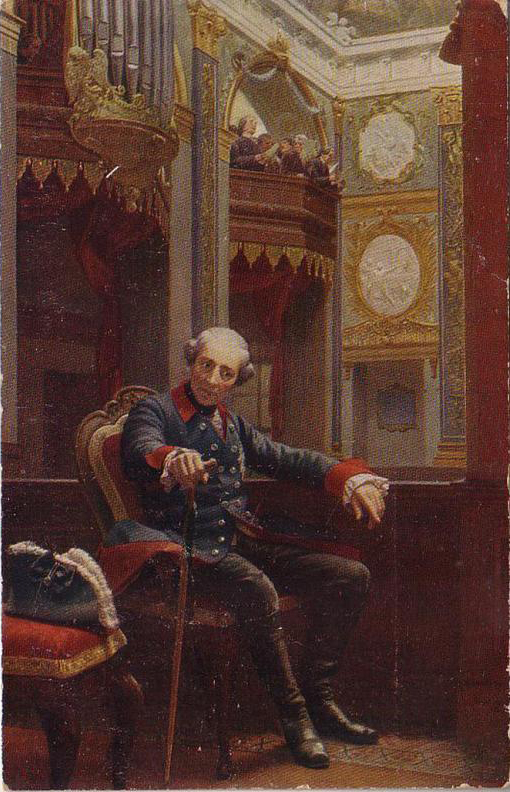
Фридрих Великий в часовне дворца Шарлоттенбург (1868)

Хиоб Карл Оскар Бегас (нем. Oskar Begas; 31 июля 1828, Берлин — 10 ноября 1883, Берлин) — немецкий художник-портретист, историк, педагог. Сын художника Карла Бегаса. Брат скульпторов и художников Карла, Рейнгольда и Адальберта.

## Биография
Первые уроки мастерства получил у отца художника Карла Бегаса. Позже обучался в Прусской академии художеств, где сосредоточился на исторической живописи.
В 1849—1850 годах учился в Дрезденской Академии изобразительных искусств под руководством Эдуарда Бендемана.
Будучи стипендиатом, в течение двух лет жил и стажировался в Италии (1852—1854).
После смерти отца, вернулся в Берлин, чтобы завершить начатую его отцом и незаконченную серию портретов с изображением прусских деятелей, награждённых орденом Pour le Mérite.
Позже, став популярным живописцем, получил много заказов и поручений от короля Фридриха Вильгельма IV.
Автор портретов многих выдающихся немецких и зарубежных государственных и военных деятелей, представителей науки и культуры, в том числе, Генриха Фридриха Линка, Августа Бёка, Иоганн Мюллера, Иоганна Лукаса Шёнлейна и других .
В 1866 году был назначен профессором Дрезденской Академии изобразительных искусств.
К концу своей жизни сосредоточился на пейзажах.

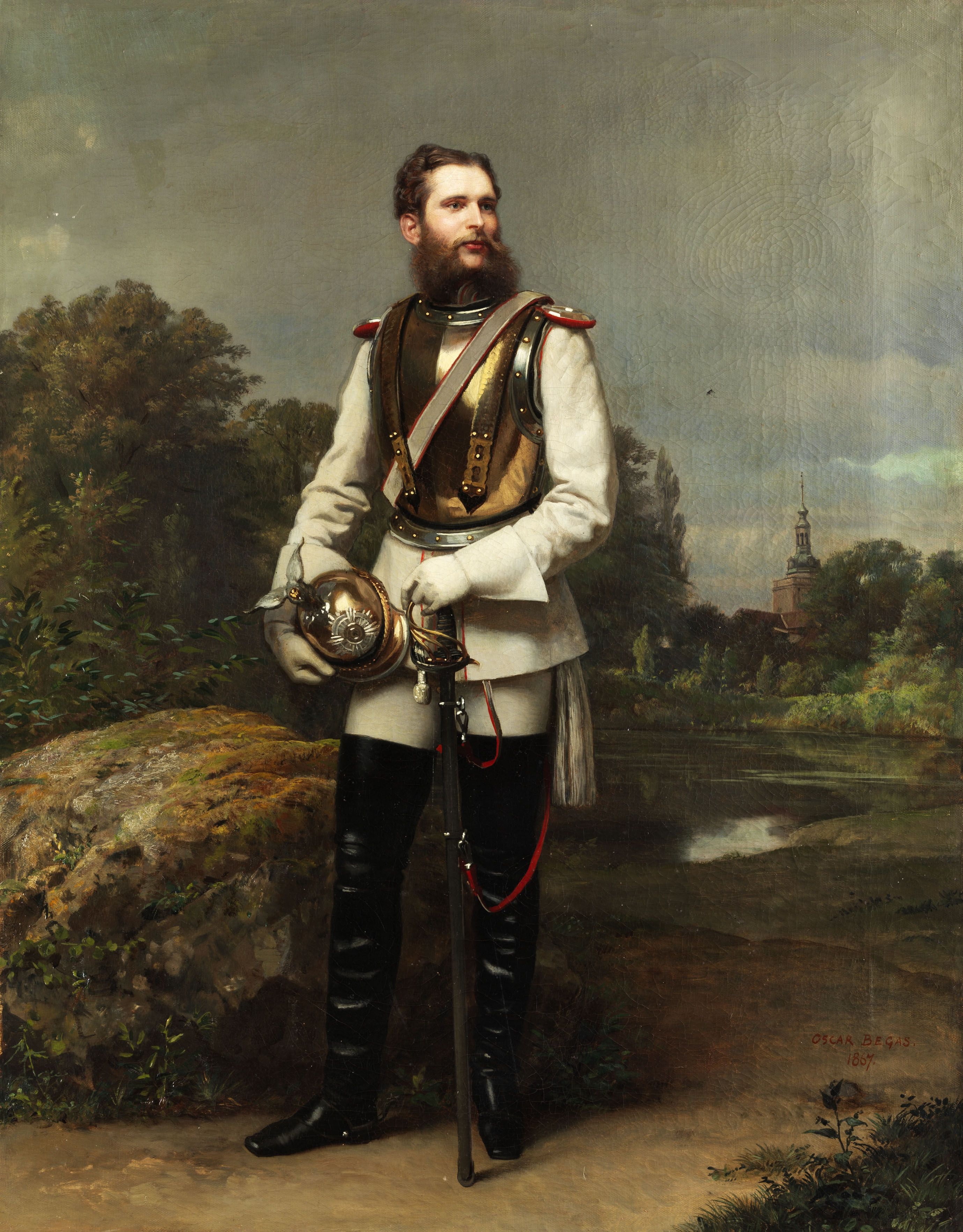
Портрет кронпринца Фридриха Вильгельма в 1867 году
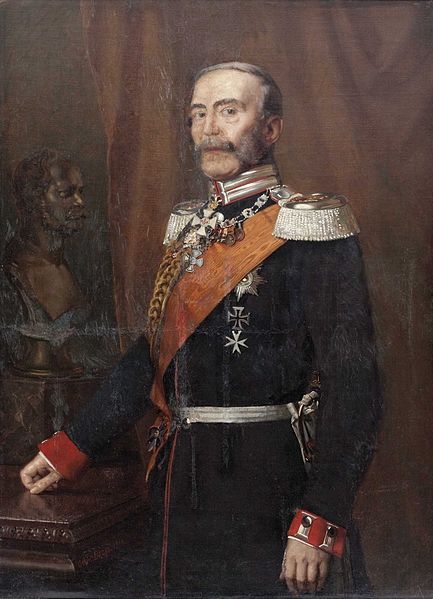
Портрет генерала Фридриха Вильгельма Карла фон Грабов
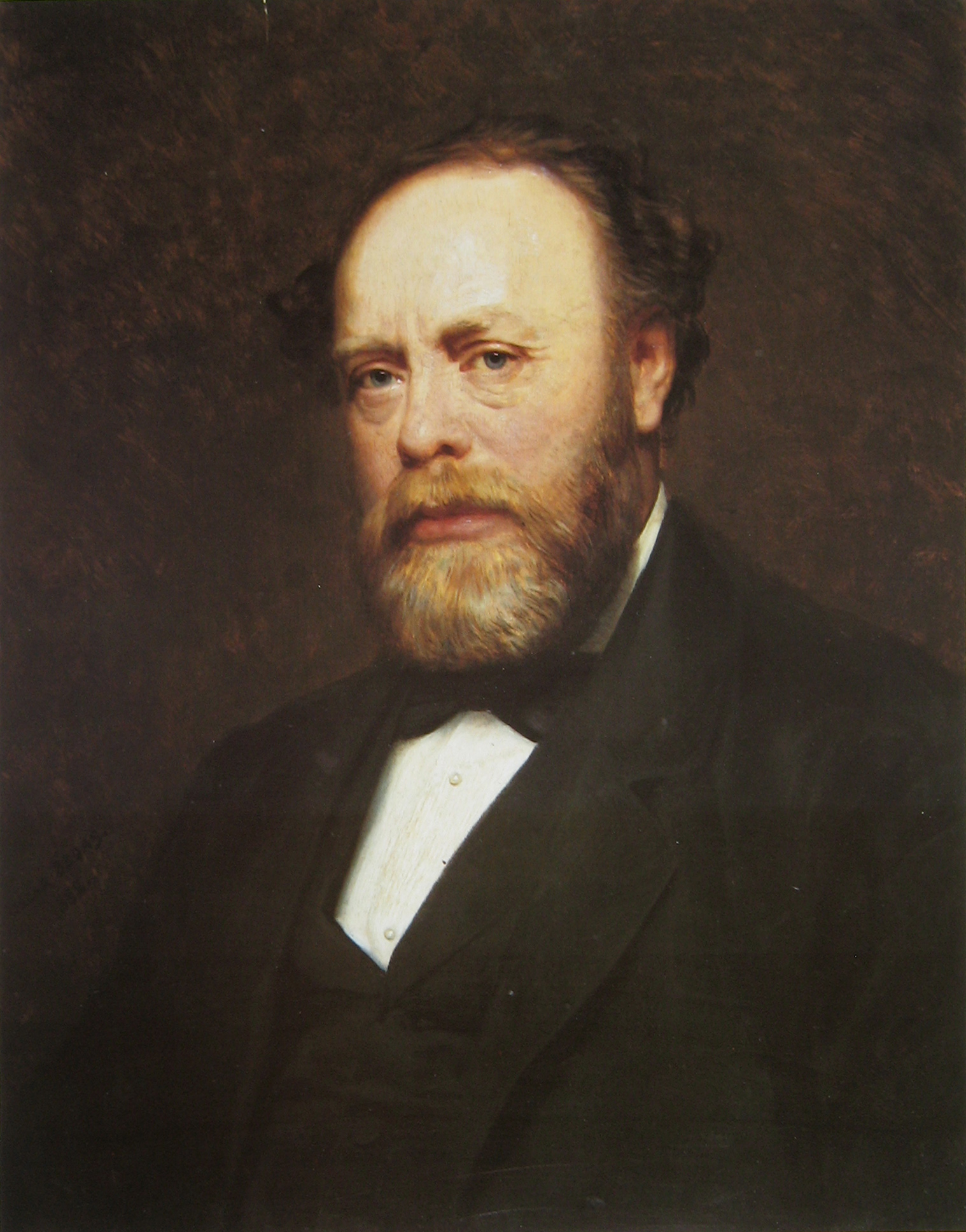
Портрет издателя Леопольда Ульштайна
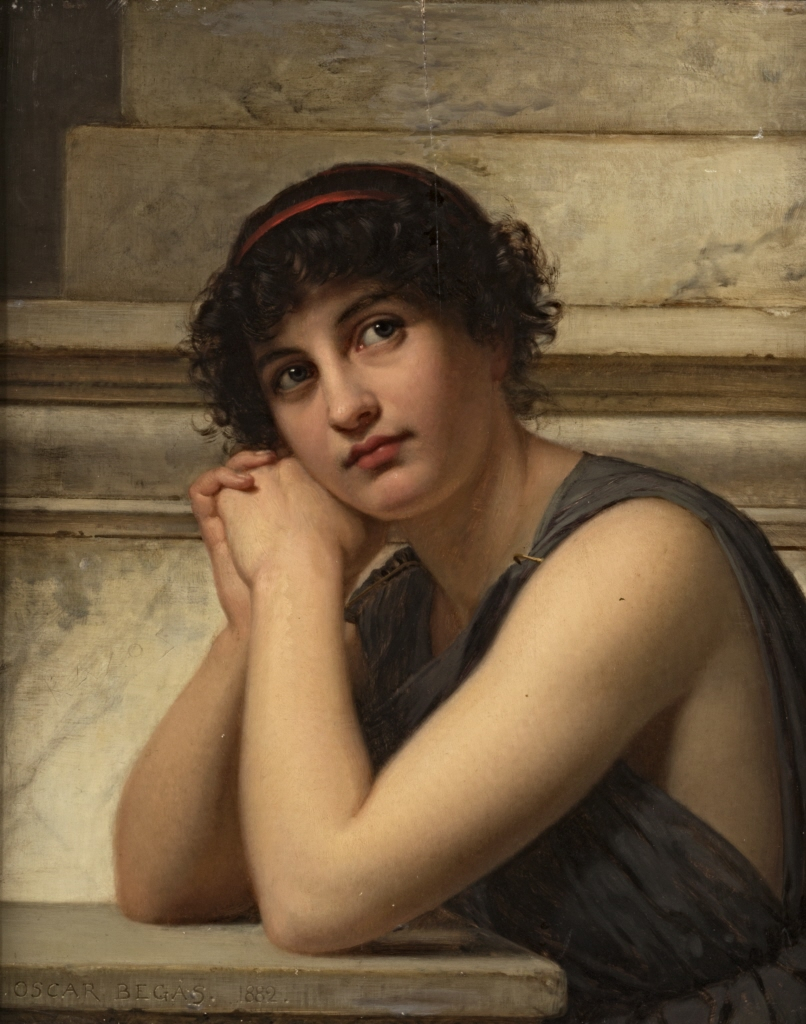
Портрет молодой римлянки
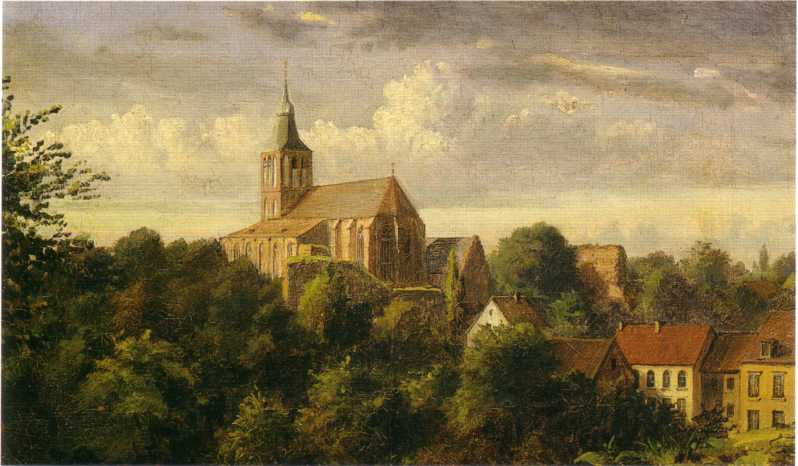
Пейзаж Хайнсберга
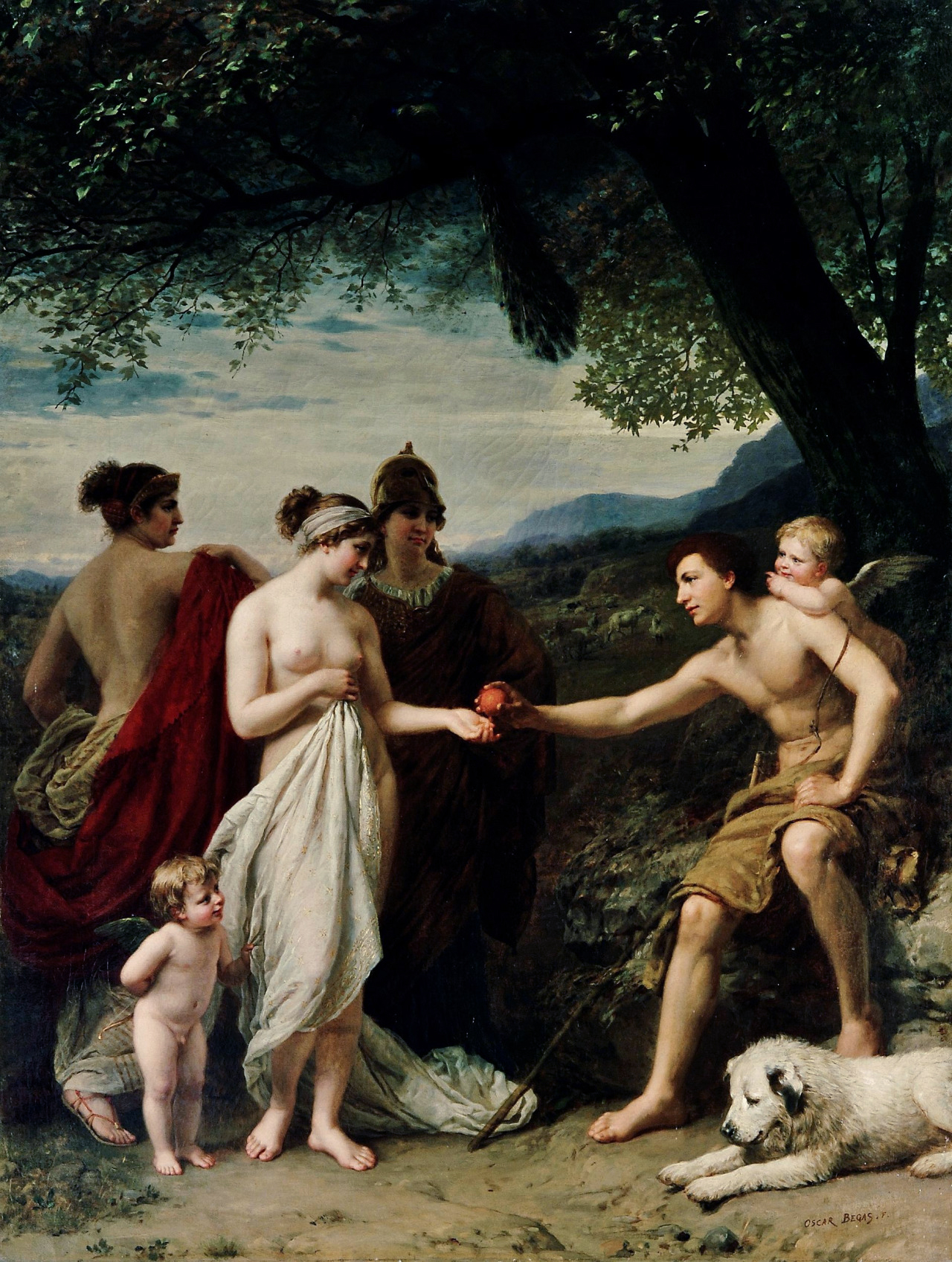
Выбор Париса